# Nashi (association)
Pour la plante du même nom, voir Nashi
Nashi (en ukrainien : Наші ; Nachi ; « Ours ») est une organisation basée à Saskatoon, Saskatchewan, au Canada qui s'oppose à la traite des êtres humains en sensibilisant par l'éducation. Savelia Curniski est la présidente de NASHI. 

## Missions de l'association
L'organisation a créé une école professionnelle à Lviv, en Ukraine, pour enseigner aux filles et aux femmes la menuiserie, la couture, le traitement de l'information et la cuisine afin qu'elles ne soient pas piégées dans le réseau ukrainien de traite des êtres humains. Nashi a également fondé le Maple Leaf Centre, un centre de ressources et un refuge en Ukraine pour les jeunes qui risquent d'être victimes de la traite. En 2011, Nashi accueille la partie Saskatoon du Canada Freedom Relay pour sensibiliser le public à la traite des êtres humains. L'événement dure 45 minutes et permet de recueillir des fonds pour divers programmes d'aide aux victimes de la traite des personnes. En 2012, Nashi organise la conférence Youth Unchained à Saskatoon qui présente à environ 900 jeunes des informations sur la traite des personnes. Les activités de l'association sont animées par des bénévoles.